# برايتون بافيليون (دائرة انتخابية في المملكة المتحدة)
برايتون، بافيليون  (بالإنجليزية: Brighton, Pavilion)‏ هي إحدى الدوائر الانتخابية في المملكة المتحدة الممثلة في مجلس العموم في برلمان المملكة المتحدة.
عضو البرلمان الذي يمثلها حالياً هو :David Lepper (Lab/Co-op).